# André Lagarde (auteur occitan)
Pour les articles homonymes, voir Lagarde.
Ne doit pas être confondu avec André Lagarde.
André Lagarde, en occitan Andrieu Lagarde ou Andriu Lagarde, né le 27 mai 1925 à Bélesta (Ariège), est un enseignant, écrivain, journaliste, lexicographe occitan.

## Biographie
Il débute comme instituteur, puis professeur de lettres et d’espagnol à Carbonne (Haute-Garonne). 
En 1969, il fait partie des fondateurs du Centre régional d’études occitanes (CREO). Il devient conseiller pédagogique d’occitan de l’académie de Toulouse. Il collabore à La Dépêche du Midi avec la chronique de l’actualité occitane (Actualitat occitana). Il produit des émissions de radio et de télévision. Il est président de l’Escòla occitana.
Des publications sont multiples : recueils de contes collectés par ses soins (Contes occitans/ Les Secrèts de las bèstias), ou contes réécrits à partir de ses souvenirs (Tres castèls del Diable, 1967 ; Tres aucèls de l'aire, 1968 ; Tres palometas blancas, 2003), anthologies, traductions (Alphonse Daudet, Paul Arène, Raymond Escholier), ouvrages pédagogiques, dictionnaires.

## Œuvres

### Contes, littérature
- Contes occitans (Quercorb, Pays d’Olmes, Volvestre), Escòla occitana, Toulouse, Réédition des contes du Quercorb et du Pays d'Olmes sous le titre Les secrèts de las bèstias, Letras d'oc, 2013
- Tres Aucèls de l’ombra
- Tres Castels del Diable, 1967
- Tres aucèls de l'aire, 1968
- Pays d’Ariège,
- Petite anthologie occitane du Comminges, 1976
- Al païs de Montsegur, 1977
- Lo pichon libre del rubí, 1977
- Anthologie occitane du pays de Montségur, 1978
- Les pays d'Ariège, 1988
- Sinèra e la mòstra d'òr, 1999
- Tres palometas blancas, 2003
- Tres per tres, 2006
- Passaire de la lenga, 2008
- Al temps que te parli: Remembres de Felicia Cabanié-Lagarde, 2008
- De cara al temps, 2009

### Dictionnaires
- Vocabulari occitan, seleccion de 10 000 mots, locucions e expressions idiomaticas per centres d'interès, 1971
- La Palanqueta, Dictionnaire occitan-français français-occitan, 1998
- Le trésor des mots d'un village occitan (dictionnaire du parler de Rivel), 1991
- Dictionnaire occitan-français, français-occitan, éditions du CRDP, Toulouse, 1996

### Traductions
- Alphonse Daudet, Letras de mon molin, 1976
- Paul Arène, Pitaluga, l’amic Naz e la companha,
- Raymond Escholier, Cantagrilh,

## Sources
- Encyclopédie Larousse